# Cyperus ramosus
Cyperus ramosus là loài thực vật có hoa trong họ Cói. Loài này được (Benth.) Kük. mô tả khoa học đầu tiên năm 1936.